# Лаура Есківель Вальдес
Лаура Есківель Вальдес (народилася 30 вересня 1950 року в Мехіко) — мексиканська письменниця.

## З біографії
Вона стала відомою завдяки своєму роману «Як вода для шоколаду» («Como agua para chocolate», 1989), який був перекладений 33 мовами, а також екранізований. Фільм за романом був знятий в Мексиці в 1992 році її чоловіком Альфонсо Арау.
Лаура Есківель спершу працбвала вчителькою, згодом вона стала засновницею майстерні дитячого театру та літератури та так званого «Центру безперервних винаходів» («Centro de Invención Permanente») для дітей. Перш ніж присвятити себе літературі, вона працювала на телебаченні та в кіно.
Її останній роман «Малінче» описує життя однієї з найяскравіших жінок в історії Мексики. Малінче була перекладачкою іспанського конкістадора Ернана Кортеса. З її допомогою Кортес зміг порозумітися зі своїми ворогами, ацтеками, і зі своїми друзями в Месоамериці.
У 2018 році Лаура Есківель увійшла до журі Академії кінематографічних мистецтв і наук, яка щорічно вручає премію «Оскар».

## Твори
- Como agua para chocolate (екранізований у 1992 році Альфонсо Арау)
- La ley del Amor
- Intimas suculencias
- Tan veloz como el deseo
- Malinche
- Lupita le gustaba planchar